# Kraenzlinella gigantea
Kraenzlinella gigantea là một loài thực vật có hoa trong họ Lan. Loài này được (Lindl.) Luer mô tả khoa học đầu tiên năm 2004.